# Cair Andros
Cair Andros is een eiland in de rivier de Anduin in de fictieve wereld Midden-aarde van J.R.R. Tolkien. Het eiland hoort formeel bij het koninkrijk Gondor.
Ten tijde van de Oorlog om de Ring verdedigden manschappen van Gondor het eiland tegen de strijdkrachten van Mordor op de oostelijke oever van de Anduin. Het eiland wordt door Variags uit het oosterse land Khand veroverd op de Dúnedain en gebruikt als oversteekplaats voor de invasie van het westen. Na de Slag om Minas Tirith blijft het eiland in handen van Mordor. 
Na de overwinning in de slag van de Pelennor besluit Aragorn de Zwarte poort aan te vallen zodat Frodo en Sam de kans krijgen om de Ene Ring te vernietigen. 7000 krijgers trekken naar de poort, maar enkelen van hen, voornamelijk jonge en onervaren soldaten, worden door angst overmand als het leger Mordor nadert. Aragorn bestraft deze mannen niet maar geeft hun de opdracht om Cair Andros aan te vallen en bezet te houden. Zodoende wordt het eiland heroverd op de vijand.